# Araucaria luxurians
Araucaria luxurians ist eine Pflanzenart aus der Gattung der Araukarien (Araucaria). Es handelt sich um einen stark gefährdeten Endemiten der zu Neukaledonien gehörenden Inseln Grande Terre und Île Art.

## Beschreibung

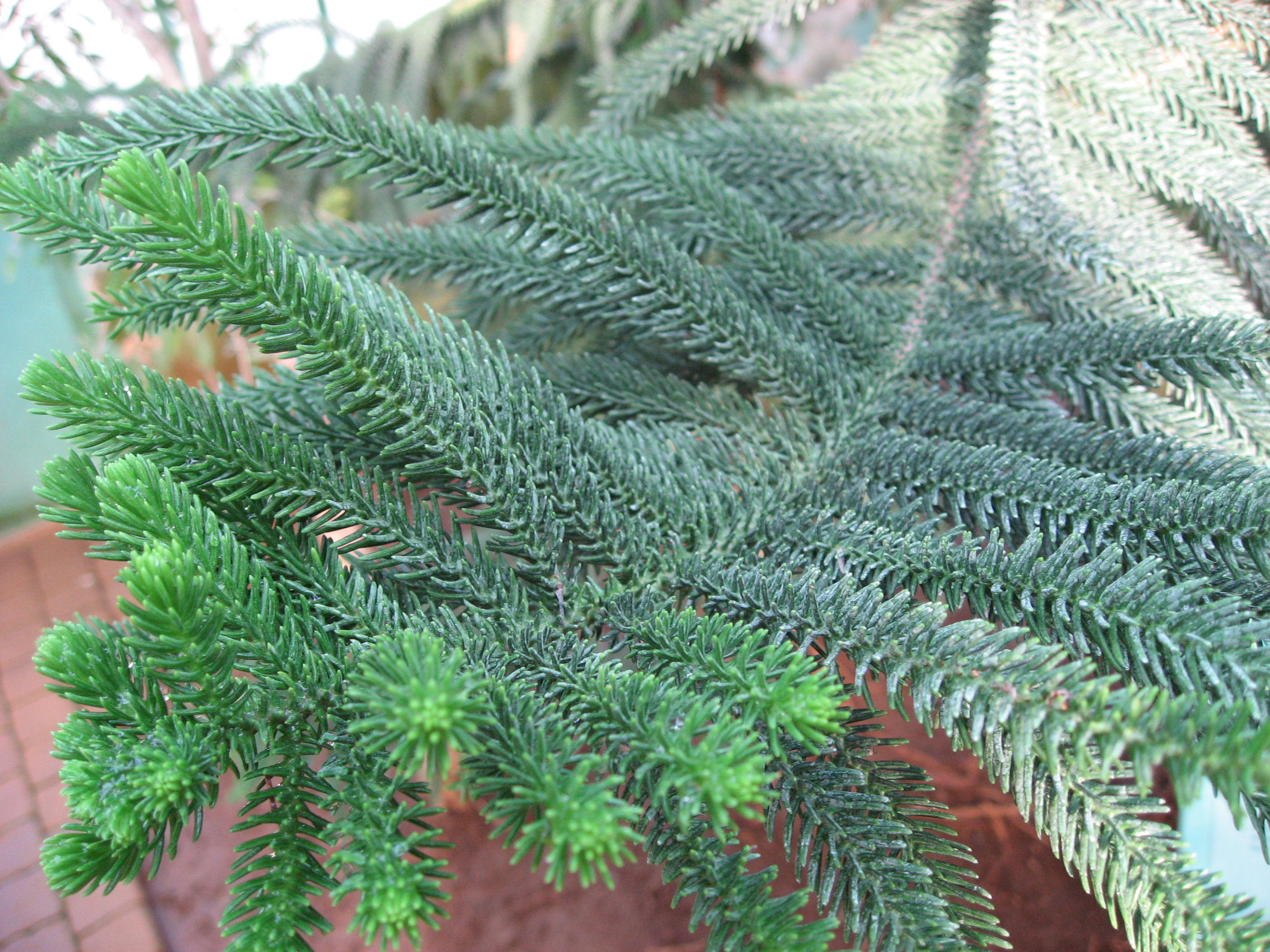
Zweig mit Nadeln

Araucaria luxurians wächst als säulenförmiger, immergrüner Baum, der Wuchshöhen bis zu 30 Metern erreichen kann. Die dichte Krone ist abgerundet. Die graue Borke blättert in dünnen Streifen ab. Die 1 bis 1,8 Zentimeter dicken Äste teilen sich an ihrem Ende fächerförmig auf.
An jungen Exemplaren sind die Blätter schuppenartig und bei einer Länge von 6 bis 12 Millimetern eiförmig. An älteren Exemplaren sind die sich dachziegelartig überdeckenden, schuppenartigen Blätter bei einer Länge von 5 bis 7 Millimetern und einer Breite von 4 bis 5 Millimetern eiförmig mit einer ausgeprägten Mittelrippe.
Die männlichen Blütenzapfen sind bei einer Länge von 12 bis 17 Zentimetern und einem Durchmesser von 2,5 bis 2,8 Zentimetern zylindrisch geformt. Sie enthalten ovale Mikrosporophylle mit 12 bis 15 Pollensäcken. Die weiblichen Zapfen besitzen eine Länge von 10 bis 12 Zentimetern und einen Durchmesser von 8 bis 10 Zentimetern. Der bei einer Größe von 3 bis 3,5 Zentimetern längliche Samen besitzt einen dreieckigen Flügel.

## Vorkommen
Das natürliche Verbreitungsgebiet von Araucaria luxurians liegt im Süden der zu Neukaledonien gehörenden Insel Grande Terre. Sie kommt dort in Küstennähe vor. Ein weiteres, isoliertes Vorkommen gibt es auf der zu den Belep-Inseln gehörenden Ile d’Art.
Araucaria luxurians gedeiht in Höhenlagen zwischen 200 und 1400 Metern. Diese Art wächst auf Böden, die sich auf ultramafischem Gestein entwickeln. Sie kommt vor allem in feuchten, immergrünen Wäldern, an Klippen, entlang von Flüssen sowie an Steilhängen vor.

## Systematik
Araucaria luxurians gehört zur Sektion Eutacta innerhalb der Gattung der Araukarien (Araucaria). Die Erstbeschreibung als Varietät Araucaria cookii var. luxurians erfolgte 1871 durch Adolphe Brongniart und Jean Antoine Arthur Gris in Annales des Sciences Naturelles; Botanique, sér. 5, 13, S. 354. David John de Laubenfels gab ihr 1972 in Flore de la Nouvelle Calédonie et Dépendances, 4, S. 92 den Rang einer eigenständigen Art Araucaria luxurians. Ein Synonym für Araucaria luxurians (Brongn. & Gris) de Laub. ist Araucaria columnaris f. luxurians (Brongn. & Gris) E.H.Wilson.

## Gefährdung und Schutz
Araucaria luxurians wird in der Roten Liste der IUCN als „stark gefährdet“ geführt. Der Gesamtbestand wird auf weniger als 2500 ausgewachsene Exemplare geschätzt, wobei keine der bekannten Populationen mehr als 250 Bäume umfasst. Mehr als die Hälfte der Bäume wächst in Beständen, die Großteils mehr als 50 Kilometer voneinander entfernt liegen. Aufgrund der großen Entfernung zwischen den Beständen ist ein genetischer Austausch sowie eine Wiederbevölkerung aus anderen Bereichen des Verbreitungsgebietes nicht möglich. Als Hauptgefährdungsgrund werden der Bergbau und die damit verbundenen Aktivitäten wie Straßenbau und Abraumlager genannt. Weiters stellen die Landgewinnung zum Siedlungsbau, Waldbrände und die in Küstennähe auftretende Erosion eine Gefahr dar.